# Le Naufrage de la Vesle Mari et autres racontars
 (décembre 2010).
Si vous disposez d'ouvrages ou d'articles de référence ou si vous connaissez des sites web de qualité traitant du thème abordé ici, merci de compléter l'article en donnant les références utiles à sa vérifiabilité et en les liant à la section « Notes et références ».
Le Naufrage de la Vesle Mari et autres racontars ((da) Forliset og andre skröner) est un recueil de nouvelles de Jørn Riel publié en 1996 en langue originale. Il est publié en France en 2009 aux éditions Gaïa, traduit du danois par Susanne Juul et Bernard Saint Bonnet.

## Le dépaysement
Une des clés de son succès[réf. nécessaire] : le lecteur est totalement immergé dans un univers glacial masculin et rude. Univers totalement inconnu qui peut au début rebuter, la chasse au phoque, le bain annuel et le tannage des peaux n’est pas un sujet qui accroche vraiment au départ. Puis peu à peu on se fait à ce quotidien, les aventures s’enchaînent le paysage reste le même, mais les personnages varient sauf quelques irréductibles qui persistent.
Le dépaysement est un peu la signature de Jørn Riel peut être même plus que son style d’écriture, il faut savoir qu’avant Le naufrage de la Vesle Mari et Autre racontars il y a neuf volumes précédents, tous se passent dans le Groenland, et avec des personnages récurrents.
Dans cette œuvre très peu de mots sont mis en langue originale (et en italique) et quand ils le sont ils sont expliqués dans une longue description un peu comme si c’était un mode d'emploi et de découverte du Groenland.

## L’humour
Un humour burlesque et décalé, la mort de Museau mis dans la première nouvelle est franchement déroutante, Celui-ci meurt en effet en prenant son bain annuel dans un lac gelé et pour se réchauffer il se brûle le postérieur sur un feu. L’humour est présent tout au long des nouvelles, même lors des enterrements. Le style de l’auteur est également cocasse avec des comparaisons ou des métaphores qui font toujours sourire.
Parfois l’auteur se joue du lecteur, le testant pour voir jusqu’où ce dernier est prêt à le croire. Riel profite notamment du fait que le Groenland est un pays méconnu pour faire croire au lecteur ce qu’il souhaite.

## L’œuvre
Le fil conducteur de ce volume est la fin de l’aventure au Groenland. En effet un bureaucrate a décidé de mettre fin à la chasse aux phoques. Les personnages doivent se recycler dans un autre métier. Certains rentrent au Danemark, d’autres restent sur la banquise.
Le temps dans les nouvelles varie parfois elles se chevauchent parfois non.

## La nouvelleBjorken
Cette nouvelle est un duel entre deux personnages, Olsen et Bjorken, en effet Olsen est le capitaine de la Vesle Mari, il doit emmener Bjorken au Danemark, mais celui-ci aurait préféré rejoindre son élève resté sur le Groenland, alors Bjorken tente de saboter la Vesle Mari, il y arrive avec l’aide cependant de mère nature et des glaciers. En contrepartie Olsen soustrait les précieuses peaux d’ours de Bjorken.  Cette nouvelle se déroule donc pendant le naufrage lent et désespéré de la Vesle Mari tout près des côtes. Le capitaine essaye de pomper un maximum d’eau pendant plus d’une journée il pompe et arrive à retarder un peu l’inévitable.
Le comique de cette nouvelle est sans aucun doute les spectateurs du naufrage réunis sur la côte qui parient le nombre de temps que la Vesle mari restera en mer ou lequel des deux d’Olsen et de Bjorken gagnera. Cela engendre de véritables joutes verbales ou le public devient juge puis le débat évolue lorsque la Vesle Mari commence à être happé par les profondeurs, là lorsque Bjorken et Olsen sont seuls sur le bateau les juges argumentent, ils se demandent si oui ou non Bjorken doit sauver Olsen de la noyade ou bien, doit-il lui laisser son honneur. Finalement Bjorken monnaye et récupère ses peaux contre le sauvetage d’Olsen.
Bjorken est un philosophe étant donné qu’il est le seul à parler latin, du coup tout le monde le respecte, faut savoir qu’il a un caractère assez spécial, puisqu’il préfère faire exploser sa demeure plutôt que de la laisser à des étrangers.
Cette nouvelle montre bien la rudesse du climat et des hommes, mais aussi l’entre aide qu’il y a parfois au-delà des éternelles 
disputes plus pour la forme et pour les occuper étant donné l’absence des femmes.